# Microstylum scython
Microstylum scython là một loài ruồi trong họ Asilidae. Microstylum scython được Walker miêu tả năm 1849. Loài này phân bố ở miền Ấn Độ - Mã Lai.